# Gemeentebelang Gilze en Rijen
Gemeentebelang is een lokale politieke partij in de gemeente Gilze en Rijen. De partij is in 1986 ontstaan uit een fusie tussen Sociaal Appèl (een NKV-lijst van de Federatie Nederlandse Vakbeweging) en P’70 (een jaren 70 actiepartij).
| 3 | 4 | 3 | 3 | 5 | 5 |